# Liga Deportiva Alajuelense
A Liga Deportiva Alajuelense (Alajuelense ou simplesmente "La Liga") foi fundada em 1919, e é uma das maiores e mais tradicionais equipes de futebol da Costa Rica. Junto com o Saprissa, Herediano, e o Cartaginés são os chamados "clubes grandes" do futebol da Costa Rica.
É o segundo maior campeão do campeonato nacional costarriquenho de futebol, ao lado do Herediano, ambos com 30 conquistas. Mas foi o primeiro clube de futebol da Costa Rica a vencer a Liga dos Campeões da CONCACAF, em 1986. É também o único clube da história do futebol do país a vencer pelo menos um campeonato em cada década.

## História
A Liga Deportiva Alajuelense (LDA) foi fundada em 18 de junho de 1919, por sete militantes da equipe "Once de Abril" e desde sua fundação tem sua sede na provincia de Alajuela.
A LDA foi um dos 7 times que constituiram a  lª Liga Nacional de Futebol em 1921, junto com: La Libertad, Sociedad Gimnástica Española, Club Sport Herediano, Club Sport Cartaginés, Club Sport La Unión de Tres Ríos e a Sociedad Gimnástica Limonense.

## Uniformes

### Uniformes atuais
- 1º - Camisa listrada verticalmente em preto e vermelho, calção e meias pretas;
- 2º - Camisa branca, calção e meias brancas;
- 3º - Camisa listrada horizontalmente em vermelho e preto, calção e meias vermelhas.

| Primeiro Uniforme | Segundo Uniforme | Terceiro Uniforme |

### Uniformes dos goleiros
- Amarelo com detalhes cinzas;
- Cinza com detalhes amarelos;
- Azul com detalhes brancos.

| Cores do Time · Cores do Time · Cores do Time · Cores do Time · Cores do Time | Cores do Time · Cores do Time · Cores do Time · Cores do Time · Cores do Time | Cores do Time · Cores do Time · Cores do Time · Cores do Time · Cores do Time |

### Uniformes anteriores
- Primeiro

| 2008-09 | 2009-10 | 2010-11 | 2011-12 | 2012-13 | 2013-14 |

- Segundo

| 2008-09 | 2009-10 | 2010-11 | 2011-12 | 2012-13 | 2013-14 |

- Terceiro

| 2009-10 | 2010-11 | 2011-12 | 2012-14 |

## Estádio
O Estádio Alejandro Morera Soto, o estádio da Liga Deportiva Alajuelense, é conhecido como A Catedral do futebol de Costa Rica. O nome do estádio provém de Alejandro Morera Soto, "O mago da bola", batizado assim em 1961.

## Dados do clube
- Temporadas na primeira divisão: 82
- Melhor posição na liga: 1º (Campeão)
- Melhor posição no ranking mundial de clubes: 27º
- Jogadores Importantes: Alejandro Morera Soto, Carlos Alvarado, Juan Ulloa Ramírez, Jorge Luis Solera, Salvador Soto Villegas, Errol Daniels Hibbert, Juan José Gámez Rivera, Javier "Zurdo" Jiménez Baez, Alejandro González Rojas, Mauricio Montero Chinchilla, Javier Delgado Prado e Gerardo “Lalo” Chavarría

## Títulos
| CONTINENTAIS | CONTINENTAIS                         | CONTINENTAIS | CONTINENTAIS |
|              | Competição                           | Títulos      | Temporadas |
| ------------ | ------------------------------------ | ------------ | --- |
|              | Liga dos Campeões da CONCACAF        | 2            | 1986 e 2004 |
|              | Copa Centroamericana da CONCACAF     | 2            | 2023 e 2024 |
|              | Liga da CONCACAF                     | 1            | 2020 |
|              | Copa Interclubes da UNCAF            | 3            | 1996, 2002 e 2005 |
|              | Campeonato da América Central        | 1            | 1961 |
| NACIONAIS    |                                      |              | |
|              | Competição                           | Títulos      | Temporadas |
|              | Campeonato Costarriquenho de Futebol | 30           | 1928, 1939, 1941, 1945, 1949, 1950, 1958, 1959, 1960, 1966, 1970, 1971, 1980, 1983, 1984, 1990–91, 1991–92, 1995–96, 1996–97, 1999–00, 2000–01, 2001–02, 2002–03, 2004–05, 2010–11 I, 2010–11 V, 2011–12 I, 2012–13 I, 2013–14 I e 2020–A |
|              | Copa da Costa Rica                   | 11           | 1926, 1928, 1937, 1941, 1944, 1948, 1949, 1953, 1974, 1977 e 2023 |
|              | Recopa da Costa Rica                 | 2            | 1967 e 2024 |
|              | Supercopa da Costa Rica              | 1            | 2012 |

LEGENDAS:
: Campeão Invicto
A: Torneio Apertura
I: Torneio de Invierno
V: Torneio de Verano

## Campanhas de Destaque
- Liga dos Campeões da CONCACAF: 2 lugar - 1971, 1973, 1992, 1999
- Copa Interamericana: 2 lugar - 1987
- Copa Interclubes da UNCAF: 2 lugar - 1999, 2001